# Ментана
Мента̀на (на италиански: Mentana) е град и община в Централна Италия, провинция Рим, регион Лацио. Разположен е на 150 m надморска височина. Населението на общината е 21 602 души (към 2010 г.).